# Marc Bolan
Marc Bolan (født 30. september 1947 som Mark Feld, død 16. september 1977) var en engelsk sangsskriver og musiker.  
Marc Bolan spillede som ung i bandet John's Children, senere i Tyrannosaurus Rex som han formede med Steve Peregrin Took. I slutningen af 1960'erne blev Steve Peregrin Took udskiftet med Mickey Finn, og navnet Tyrannosaurus Rex blev skiftet til T. Rex. Dertil kom også to andre bandmedlemmer Bill Legend og Steve Currie. 
T.Rex spillede Glam rock og blev meget store i bl.a. England, hvor de kom fra. 
I 1972 blev der indspillet en film ved navn Born To Boogie, som var en blanding af koncertoptagelser og private optagelser af Marc Bolan, Ringo Starr, June Child (som var Marc's kone) Mickey Finn m.m. Filmen blev et hit i England. 
i 1973 begyndte medlemmerne af T.Rex så småt at forlade bandet, formentlig grundet Bolans egoistiske opførsel som kom af succes, penge, kokain og alkohol. Selvom Marc og June aldrig blev skilt, forlod de hinanden og Marc begyndte at komme sammen med soul sangeren Gloria Jones. (Tainted Love)
Det gik ned ad bakke for Marc og han da han ikke længere var vegetar tog han meget på. Marc Bolan og Mickey Finn fortsatte dog med at udgive T.Rex albums, interessen for musikken var bare ikke ligeså stor som før. I 1975 forlod Mickey Finn bandet, og det var da også det år at Gloria Jones fødte Marc's eneste søn Rolan Bolan. 
I 1977 havde Marc Bolan tabt sig meget og hans popularitet var stigende med albummet Dandy In The Underworld. Marc var også vært på sit eget tv-program "The Marc Show", hvor han bl.a. optrådte med David Bowie. samme dag skulle Bowie have taget ham med til eks-produceren Tony Visconti's studie, selvom Visconti ikke selv var der. Marc blev citeret for at sige: "So this is Tony's studio! It'll be nice to record here someday.". 
tre dage efter denne optagelse var Marc Bolan og Gloria Jones på vej hjem fra en klub, Gloria Jones kørte bilen, da Marc på trods af sin forkærlighed for biler, aldrig havde lært at køre. I et sving i Barnes Common kørte Gloria ind i et træ og Marc blev dræbt på stedet. Gloria Jones overlevede. 
David Bowie var bare en af de mange som deltog i Marc Bolans begravelse i Golders Green i London. Udsmykningen var en stor svane lavet af blomster, sendt af Capitol Records, som minde om Marc Bolans første hit, "Ride A White Swan".
Udover at være sanger, sangskriver og musiker skrev Marc Bolan også digte. Han udgav i 1969 bogen "Warlock Of Love", som et par år efter udgivelsen, i T.Rex årene skulle sælge mere end 40.000 kopier. I dag er mange interesserede i original udgivelsen af bogen, og den bliver solgt for helt op til $100! 

## Tyrannosaurus Rex udgivelser
- "My People Were Fair And Had Sky In Their Hair... But Now They're Content To Wear Stars On Their Brows" (1968)
- "Prophets, Seers And Sages The Angels Of The Ages" (1968)
- "Unicorn" (1969)
- "A Beard Of Stars" (1970, på dette album blev Steve Took udskiftet med Mickey Finn)

## T.Rex Udgivelser
- "T.Rex" (1970, bliver også kaldet "The Brown Album")
- "The Best Of T.Rex" (1971)
- "Electric Warrior" (1971)
- "Bolan Boogie" (1972)
- "The Slider" (1972)
- "Tanx" (1973)
- "T.Rex Great Hits" (1973)
- "Zinc Alloy And The Hidden Riders Of Tomorrow" (1974)
- "Bolan's Zip Gun" (1975)
- "Futuristic Dragon" (1976)
- "Dandy In The Underworld" (1977)

## Den Sidste Line-Up
- Marc Bolan – vokaler og guitar (1967-1977)
- Miller Anderson – guitar (1976-1977)
- Herbie Flowers – bass(1976-1977)
- Tony Newman – trommer(1976-1977)

## Tidligere medlemmer
- Steve Currie – bass (1970-1976)
- Gloria Jones – keyboard + vokaler (1973-1976)
- Steve Peregrin Took – trommer og perkussion (1967-1969)
- Mickey Finn – trommer og perkussion (1969-1975)
- Bill Legend – trommer og perkussion(1970-1974)
- Jack Green – guitar(1973-1974)
- Davy Lutton – trommer og perkussion(1974-1976)